# Europäisches Olympisches Sommer-Jugendfestival 2013
Das Europäische Olympische Sommer-Jugendfestival 2013 (European Youth Summer Olympic Festival 2013), fand vom 14. bis 19. Juli 2013 in Utrecht (Niederlande) statt. Es war die 12. Auflage der EYOF-Jugendspiele, einer alle zwei Jahre stattfindenden Multisportveranstaltung für junge Sportler aus Europa. 2300 Sportler aus 49 Ländern nahmen teil.
Das Festival wurde am Sonntag, 14. Juli, mit einer Feier im Stadion Galgenwaard durch König Willem-Alexander in Anwesenheit von IOC-Präsident Jacques Rogge, EOC-Präsident Patrick Joseph Hickey und Rinda den Besten als Vertreterin der Stadt und Vorsitzende des diesjährigen EYOF eröffnet. Das olympische Feuer wurde von Max Geesink, Enkel der niederländischen Judo-Legende Anton Geesink, entzündet. Die letzten Spiele und die Abschlussveranstaltung fanden am Freitag, 19. Juli, statt. Die olympische Flagge wurde an den Bürgermeister von Tiflis, wo die nächste Auflage der Veranstaltung im Jahr 2015 stattfinden wird, übergeben.
Am 16. Juli erzielte die Britin Abbie Wood im 400-Meter-Schwimmen die 1000ste Goldmedaille in der Geschichte des EYOF. 

## Teilnehmer
| 2300 Teilnehmer aus 49 Nationen | 2300 Teilnehmer aus 49 Nationen | 2300 Teilnehmer aus 49 Nationen |
| --- | --- | --- |
| - Albanien - Andorra - Armenien - Aserbaidschan - Belgien - Bosnien und Herzegowina - Bulgarien - Dänemark - Deutschland (98) - Estland - Finnland - Frankreich - Georgien - Griechenland - Großbritannien - Island | - Irland - Israel - Italien - Kroatien - Lettland - Liechtenstein - Litauen - Luxemburg (17) - Malta - Moldau - Monaco - Montenegro - Niederlande - Nordmazedonien - Norwegen | - Österreich (55) - Polen - Portugal - Rumänien - San Marino - Schweden - Schweiz (41) - Serbien - Slowakei - Slowenien - Spanien - Tschechien - Türkei - Ukraine - Ungarn - Zypern |

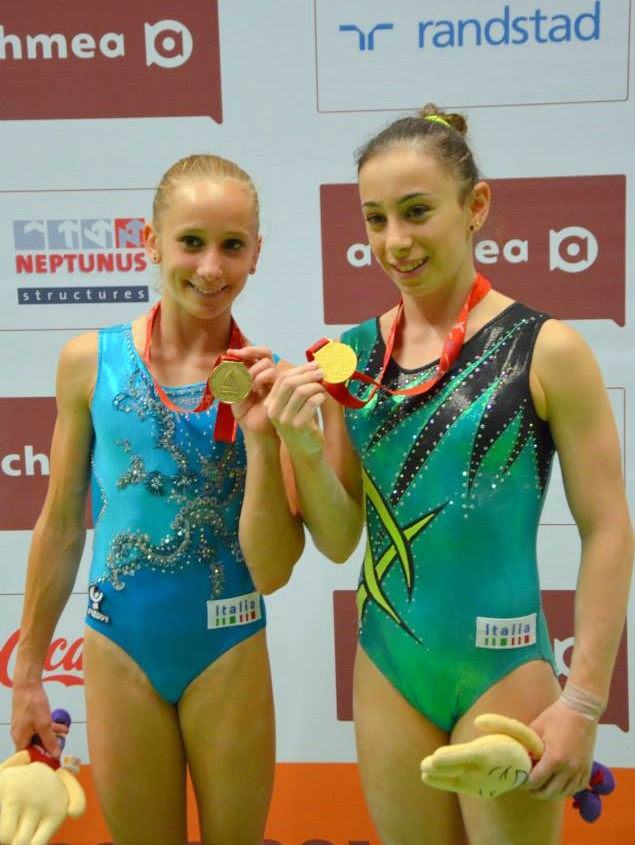
Die Italienerin Martina Rizzelli (rechts) gewann am Stufenbarren, ihre Landsfrau Tea Ugrin holte Bronze.

Aus Deutschland nahmen 98 Sportler teil, die bisher größte deutsche Mannschaft an einem EYOF. Sie traten in acht Sportarten an; die Leichtathleten fehlten erstmals, da der Deutsche Leichtathletik-Verband und der Deutsche Olympische Sportbund der Ansicht waren, die vom EOC in diesem Jahr herabgesetzte Altersklasse sei zu niedrig, der körperlichen Entwicklung der jungen Sportler nicht angemessen.
Aus Österreich entsandte das ÖOC 55 Teilnehmer, die in sieben Sportarten antraten. Die Schweiz schickte 41, Luxemburg 17 Sportler.

## Sportarten
Folgende Sportarten waren Bestandteil der Spiele:
| Sport          | Geburtsjahr Jungen | Geburtsjahr Mädchen | Sportstätte                             |
| -------------- | ------------------ | ------------------- | --------------------------------------- |
| Leichtathletik | 1997/98            | 1997/98             | Leichtathletikzentrum Maarschalkerweerd |
| Basketball     | 1997/98            | 1997/98             | Sportzentrum Olympos                    |
| Radsport       | 1997/98            | 1997/98             | Het Lint, Leidsche Rijn                 |
| Turnen         | 1996/97            | 1998/99             | Sportzentrum Galgenwaard                |
| Handball       | 1996/97            | 1996/97             | Messe Utrecht (Jaarbeurs-Halle)         |
| Judo           | 1996/97            | 1996/97             | Messe Utrecht (Jaarbeurs-Halle)         |
| Schwimmen      | 1997/98            | 1999/2000           | Schwimmhalle De Krommerijn              |
| Tennis         | 1998/99            | 1998/99             | Tennispark Den Hommel                   |
| Volleyball     | 1995/96            | 1996/97             | Messe Utrecht (Jaarbeurs-Halle)         |

## Medaillenspiegel
| Platz | Mannschaft              | Gold | Silber | Bronze | Gesamt |
| ----- | ----------------------- | ---- | ------ | ------ | ------ |
| 1     | Russland                | 30   | 14     | 12     | 56     |
| 2     | Großbritannien          | 9    | 14     | 8      | 31     |
| 3     | Frankreich              | 9    | 6      | 7      | 22     |
| 4     | Ungarn                  | 8    | 3      | 3      | 14     |
| 5     | Italien                 | 7    | 3      | 12     | 22     |
| 6     | Deutschland             | 5    | 8      | 3      | 16     |
| 7     | Niederlande             | 4    | 7      | 9      | 20     |
| 8     | Türkei                  | 4    | 2      | 7      | 13     |
| 9     | Polen                   | 4    | 2      | 2      | 8      |
| 10    | Spanien                 | 3    | 4      | 11     | 18     |
| 11    | Slowenien               | 3    | –      | 8      | 11     |
| 12    | Rumänien                | 2    | 7      | 7      | 16     |
| 13    | Georgien                | 2    | 3      | 3      | 8      |
| 14    | Irland                  | 2    | 2      | 1      | 5      |
| 15    | Schweiz                 | 2    | 1      | –      | 3      |
| 15    | Slowakei                | 2    | 1      | –      | 3      |
| 17    | Israel                  | 2    | –      | 2      | 4      |
| 18    | Aserbaidschan           | 2    | –      | 1      | 3      |
| 19    | Belgien                 | 1    | 4      | 2      | 7      |
| 20    | Finnland                | 1    | 3      | 2      | 6      |
| 21    | Belarus                 | 1    | 2      | 4      | 7      |
| 22    | Tschechien              | 1    | 2      | 2      | 5      |
| 23    | Dänemark                | 1    | 2      | 1      | 4      |
| 24    | Montenegro              | 1    | 1      | 1      | 3      |
| 24    | Norwegen                | 1    | 1      | 1      | 3      |
| 26    | Serbien                 | 1    | 1      | –      | 2      |
| 27    | Litauen                 | 1    | –      | 1      | 2      |
| 27    | Schweden                | 1    | –      | 1      | 2      |
| 29    | Zypern                  | 1    | –      | –      | 1      |
| 30    | Ukraine                 | –    | 6      | 8      | 14     |
| 31    | Kroatien                | –    | 3      | 3      | 6      |
| 32    | Österreich              | –    | 2      | 2      | 4      |
| 33    | Griechenland            | –    | 2      | 1      | 3      |
| 34    | Estland                 | –    | 2      | –      | 2      |
| 35    | Bosnien und Herzegowina | –    | 1      | 1      | 2      |
| 35    | Moldau                  | –    | 1      | 1      | 2      |
| 37    | Bulgarien               | –    | 1      | –      | 1      |
| 38    | Lettland                | –    | –      | 1      | 1      |